# Пестель Володимир Іванович
Володимир Пестель (1798 (з листа батька дата народження 16 грудня 1795) -1865) — сенатор, херсонський, потім таврійський губернатор, дійсний таємний радник, молодший брат декабриста Павла Пестеля.
Виховувався спершу вдома, потім деякий час у Дрездені у своєї бабусі і, нарешті, у Пажеському Корпусі; 13 червня 1813 р. з камер-пажів він був переведенийкорнетом в Кавалергардський полк і відразу взяв участь у Війні шостої коаліції. З 27 вересня 1813 року він перебував за кордоном, у Саксонії, 4-6 жовтня був під Лейпцигом і потім — у переслідуванні ворога до Франкфурта, а потім до річки Рейна. У 1814 році, після переправи через Рейн, Пестель вступив до Франції, де 20 січня був під Брієном, 13 березня в дійсній битві при Фер-Шампенуазі, за що отримав орден св. Анни III ступеня, 18 березня — при взятті Парижа; звідси, після закінчення кампанії, у жовтні він повернувся до Росії.
Потім його кар'єра відбувалася в такому порядку:
- 16 січня 1816 р. у поручники;
- 25 червня того ж року у штабс-ротмістри;
- 9 листопада 1819 року у ротмістри
- 12 грудня 1824 року у полковники.

Перебуваючи 14 грудня 1825 року в строю, у військах гвардійського корпусу, зібраних на Дворцовій та Ісаакіївській площах проти бунтівників, Пестель «удостоївся серед інших отримати монаршу вдячність», оголошену в наказі 15 грудня 1825 р. II ступеня, а 14 червня, незадовго до страти брата, був призначений флігель-ад'ютантом Його Величності. У березні 1827 р. «на відплату чудової старанності до служби» був нагороджений алмазними знаками ордена Анни 2-го ступеня.
У 1831 році, під час польського повстання, Пестель взяв участь у його придушенні і 9 травня був у битві при Жовтках, при переслідуванні повстанців до Остроленки, 13 травня — у сутичці при старому Якаці поблизу Письків і, нарешті, 25—27 серпня — при взяття Варшави, за що й отримав срібну медаль і польську відзнаку «Virtuti Militari». 6 жовтня 1831 року він був проведений в генерал-майори, а 25 лютого 1832 року призначений бригадним командиром 1-ї кірасирської дивізії. 26 грудня 1836 Пестель був зачислений до Міністерства Внутрішніх Справ для призначення на посаду цивільного губернатора, причому утримав за собою військове звання.
Як тільки відкрилася вакансія в Херсонській губернії, Пестель і був на неї призначений (13 серпня 1839 року) спочатку виконуючим обов'язки, а потім (18 липня 1840 року) був і затверджений Херсонським губернатором; 22 квітня 1841 року, понад посаду цивільного губернатора, він був призначений і військовим губернатором. Служба Пестеля в Херсоні принесла багато користі місту, яке до нього потопало в бруді, темряві і дуже страждало від частих пожеж. При ньому були облаштовані мостові, освітлення міста та пожежна команда, чудова на той час за її організацією. При тодішніх традиціях управління, поєднуючи у собі адміністратора, суддю і воїна, Пестель не дозволяв собі відомої на той час різкості зверненні, не допускав загроз і залякувань і вирізнявся делікатністю і м'якістю спілкування. Доступний всім, він співчутливо ставився до потреб і становища кожного.
Отримавши 1842 р. орден Станіслава I ст., а 1844 р. — Анни I ст. та св. Георгія IV ступеня за вислугу 25 років, Пестель 17 березня 1845 року був переведений у генерал-лейтенанти. 22 січня того ж року він був визначений Таврійським цивільним губернатором. За цей час діяльність його виявилася так: 2 рази він стягнув сповна річний оклад податків (1849 р.) і 1850 р. — піврічний «сукупно з недоїмками»; потім він «сприяв Ангальтській Колонії, що була в межах Таврійської губернії і за це отримав від герцога Ангальт-Кетенського орден Ведмедя великого хреста», того ж року був нагороджений орденом Св. Володимира II ступеня.
Під час Кримської війни Пестелю було наказано у разі висадки ворога вивезти з Сімферополя папери всіх присутніх місць. І справді, після того, як 4 вересня 1854 року ворог висадився в Євпаторії і став діяти неподалік Сімферополя, і коли прийшла звістка про поразку 8 вересня під Альмою, а послані до головнокомандувача за відомостями кур'єри і чиновники особливих доручень не поверталися і місту загрожувала небезпека від ворога, — Пестель зважився виконати даний йому на цей випадок припис. Взявши на підводах паперу, частину архівів усіх присутніх місць і все більші, з нагоди воєнного часу, суми з казначейства, Пестель 10 вересня виїхав із міста на чолі цієї олони. Жителі, залишені лише з кількома ротами гарнізону та інвалідною командою, перелякалися та кинулися слідом за губернатором. Звістки про безпеку застигли втікачів вже на дорозі, і весь поїзд за наказом кн. Меньшикова мав повернутися назад. Відомості про це дійшли до Петербурга і, незважаючи на те, що Пестель пояснив у головній квартирі причини, що спонукали його до втечі, він 11 листопада 1854 був звільнений з посади губернатора.
2 травня 1855 йому наказано було бути присутнім в 1 відділенні 6-го департаменту Урядового Сенату. У Сенаті він був присутній поперемінно то в 1-му відділенні 6-го департаменту, то в 7-му департаменті. 1 січня 1862 року він отримав орден Білого Орла, в 1863 році йому була призначена оренда в 3000 руб., А через два роки був здійснений у дійсні таємні радники. Пестель помер у Москві 19 січня 1865 року.